# 제1차 와카쓰키 내각
제1차 와카쓰키 내각(第1次若槻内閣)은 내무대신 와카쓰키 레이지로가 제25대 내각총리대신으로 임명되어, 1926년 1월 30일부터 1927년 4월 20일까지 존재한 일본의 내각이다.

## 재직 기간
- 1926년(다이쇼 15년) 1월 30일 ~ 1927년(쇼와 2년) 4월 20일
- 재직 일수 : 446일